# Aulacocalyx lamprophylla
Aulacocalyx lamprophylla är en måreväxtart som beskrevs av Kurt Krause. Aulacocalyx lamprophylla ingår i släktet Aulacocalyx och familjen måreväxter.
Artens utbredningsområde är Kamerun. Inga underarter finns listade i Catalogue of Life.